# Annie Russell Maunder
Annie Scott Dill Maunder z domu Russell (ur. 14 kwietnia 1868 w Strabane, zm. 15 września 1947 w Londynie) – brytyjska astronomka pochodzenia irlandzkiego, żona Edwarda Maundera.

## Życiorys
Urodziła się 14 kwietnia 1868 w miasteczku Strabane, położonym na terytorium obecnej Irlandii Północnej. Uczęszczała do Ladies Collegiate School w Belfaście. W 1889 ukończyła Girton College Uniwersytetu w Cambridge, jednak bez uzyskania tytułu bakałarza – w owym czasie nie przyznawano go kobietom.
W 1891 zatrudniła się w Royal Observatory, gdzie przepracowała pięć lat jako asystentka naukowa. Ona i jej przełożony Edward Maunder, na podstawie analizy archiwalnych obserwacji astronomicznych, stwierdzili, że przełom XVII i XVIII stulecia był okresem osłabienia aktywności słonecznej; zjawisko to określa się dziś jako minimum Maundera. Odkrywcy pobrali się w 1895 roku. Annie Maunder jako mężatka nie mogła być pracownicą instytucji publicznej, dlatego też od tej pory brała udział w badaniach jako wolontariuszka.
W 1916, jako jedna z pierwszych kobiet, została członkiem Royal Astronomical Society.
Małżeństwo Maunderów upamiętnia Maunder – krater na księżycu; na cześć samej Annie nazwano teleskop w Royal Observatory: Annie Maunder Astrographic Telescope (AMAT).